# The Nut
The Nut, in Nederland uitgebracht onder de titels Van lotje getikt en De excentriek, is een stomme film uit 1921 onder regie van Theodore Reed.

## Verhaal
Charlie Jackson is een excentrieke uitvinder die een relatie heeft met de zorgzame Estrell Wynn. Hij zoekt investeerders om het geld te gebruiken voor een liefdadigheidsproject van zijn liefje. Zij wil arme kinderen helpen door ze te vermaken.

## Rolverdeling
| Acteur                 | Personage                 |
| ---------------------- | ------------------------- |
| Douglas Fairbanks      | Charlie Jackson           |
| Marguerite De La Motte | Estrell Wynn              |
| William Lowery         | Philip Feeney             |
| Gerald Pring           | Gentleman George          |
| Morris Hughes          | Pernelius Vanderbrook Jr. |
| Barbara La Marr        | Claudine Dupree           |
| Jeanne Carpenter       |                           |
| Mary Pickford          | Gast op feest             |
| Charlie Chaplin        | Charlie Chaplin nabootser |

## Trivia
- In een scène waar Fairbanks uit een raam moest springen, raakte hij gewond en werden de opnamen tijdelijk stopgezet.[2]
- In een scène worden verschillende bekendheden geïmiteerd, waaronder Charlie Chaplin. Chaplin deed dit zelf.